# Johann Philipp Bach

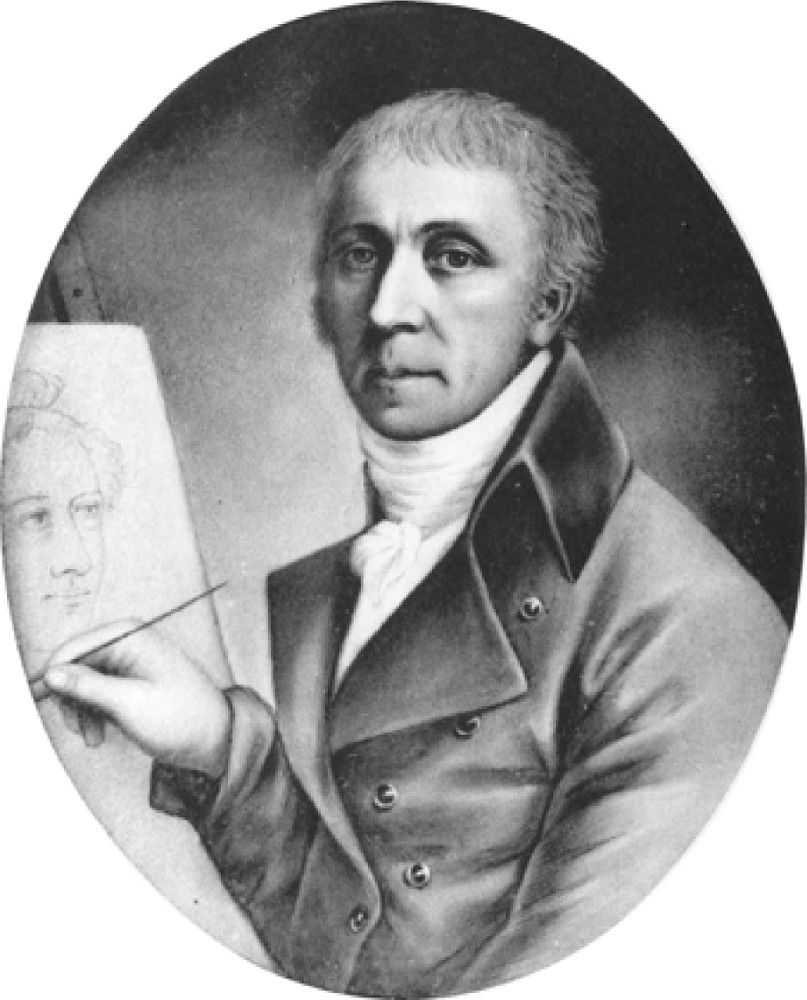
Selbstporträt

Johann Philipp Bach (* 5. August 1752 in Meiningen; † 2. November 1846 ebenda) war ein deutscher Musiker und  Maler aus der Familie Bach.

## Leben

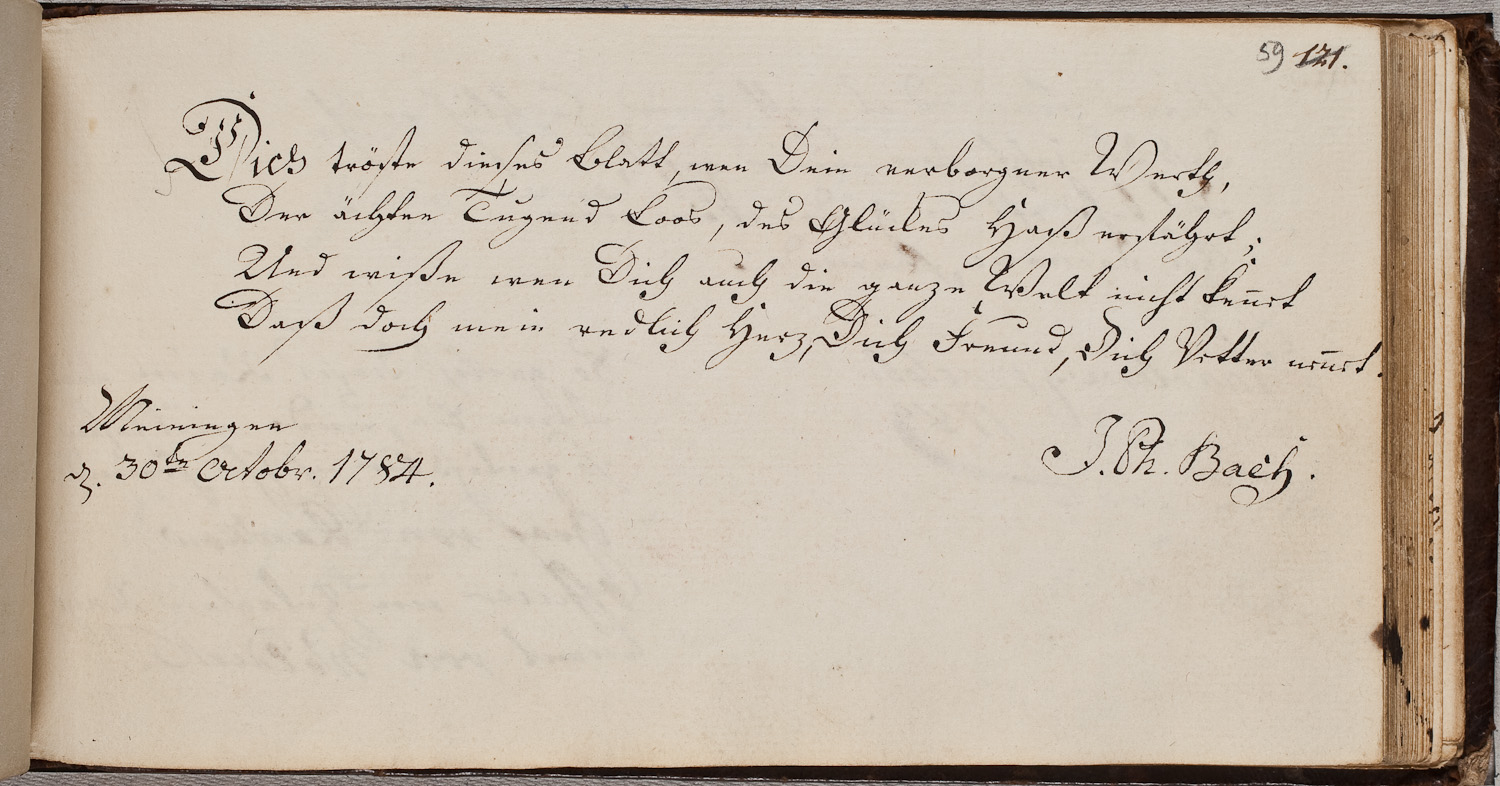
Eintrag von Johann Philipp Bach im Album Amicorum von Carl Heinrich Wilhelm Anthing, Meiningen, 30. Oktober 1784

Er war der Sohn des Hoforganisten und Hofmalers von Sachsen-Meiningen, Gottlieb Friedrich Bach. Als junger Mann lernte er in Erlangen den Maler Conrad Geiger (1751–1808) kennen; nach dessen frühem Tod fand er mehr und mehr zu seinem eigenen Malstil. 1790 erbte er die Ämter seines Vaters als Hofmaler, Hoforganist und Hofcembalist. In den Jahren 1794–1796 hielt er sich jeweils für mehrere Monate zu Studienzwecken in London auf.

## Werke
Johann Philipp Bach schuf in der Nachfolge Thomas Gainsboroughs und Joshua Reynolds’ über 100 einfühlsame Porträts (Gemälde und Pastelle) Meininger Bürger und Hofangestellter, die von Zeitgenossen mit Werken Johann Heinrich Wilhelm Tischbeins verglichen wurden.
Eine Sammlung von Bildern Bachs befindet sich im Schloss Elisabethenburg in Meiningen. Weitere Werke sind in der Kunstsammlung Nordrhein-Westfalen in Düsseldorf und in der Münchener Pinakothek zu sehen.